# Варда Фока Стари
Варда Фока Стари (на гръцки: Βάρδας Φωκᾶς) е византийски военачалник от XX век, баща на византийския император Никифор II Фока (963 – 969).
Той произлиза от фамилията Фока, един от големите земевладелски родове в Анатолийската част на Империята, и e син на военачалника Никифор Фока (Стари) (830 – 896). Брат е на Лъв Фока. Баща е на Никифор II Фока, на куропалат Лъв Фока Млади и Константин Фока.
През 941 г. той е управител на византийската военна тема Армениак (в днешната североизточна Турция) в Пафлагония. Тази година киевските руси с Игор I Стари атакуват империята. Фока успява да ги отблъсне и те отиват във Витиния.
През 945 г. е командир на византийската войска на император Константин VII Багренородни против арабите. Когато синът му Никифор II Фока става император, му дава титлата цезар. Умира на 90 години през 968 г.